# Graham megye (Kansas)
Graham megye az Amerikai Egyesült Államokban, azon belül Kansas államban található. Megyeszékhelye és legnagyobb városa Hill City. Lakosainak száma 2415 fő (2020. április 1.). Graham megye Norton, Trego, Phillips, Rooks, Gove és Sheridan megyékkel határos.

## Népesség
A megye népességének változása:
| Lakosok száma | 2611 | 2641 | 2583 | 2593 | 2591 | 2415 |
|               | 2010 | 2011 | 2012 | 2013 | 2015 | 2020 |